# 奥古斯丁·卡波季斯第亚斯
奥古斯丁·卡波季斯第亚斯（羅馬化：Augustínos Ioánnis María Kapodístrias；1778年—1857年），希腊总统。
生于希腊西北部科夫，为希腊第一共和国首任总統爱奥尼斯·卡波季斯第亚斯之弟。1831年，兄长爱奥尼斯·卡波季斯第亚斯被杀害，奥古斯丁继任希腊总統。他在任仅6个月左右，即去职。在他统治的6個月其間，希腊处于混乱的近乎无政府状态。1857年，他逝世于俄罗斯帝国的首都圣彼得堡。